# Rabós

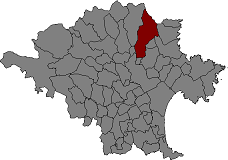
Położenie gminy na mapie comarki Alt Empordà.

Rabós – gmina w Hiszpanii,  w Katalonii, w prowincji Girona, w comarce Alt Empordà.
Powierzchnia gminy wynosi 45,11 km². Zgodnie z danymi INE, w 2005 roku liczba ludności wynosiła 177, a gęstość zaludnienia 3,92 osoby/km². Wysokość bezwzględna gminy równa jest 106 metrów.
W gminie znajduje się klasztor Sant Quirze de Colera.

## Miejscowości
W skład gminy Rabós wchodzą dwie miejscowości, w tym miejscowość gminna o tej samej nazwie:
- Delfià – liczba ludności: 18
- Rabós – 159

## Demografia
| 1991 | 1996 | 2001 | 2004 | 2005 |
| ---- | ---- | ---- | ---- | ---- |
| 138  | 148  | 166  | 167  | 177  |